# Linsey Alexander
Linsey Alexander (Holly Springs, 1942. július 23. – Chicago, 2025. február 22.), amerikai blueszenész, énekes, gitáros, dalszerző.

## Pályafutása
Linsey Alexander a Mississippi állambeli Holly Springsben született, a Mississippi Blues Trail mentén. Szegény, ám becsületes és szorgalmas családban született. 12 éves korában édesanyjával és nővérével Memphisbe költöztek. Érdeklődését a zene iránt a család egy barátja keltette fel, aki gitárral lepte meg. A blues, a countryzene és a rock and roll hatottak rá: Chuck Berry és Elvis Presley.
Portásként dolgozott egy szálloda mosókonyhájában, később pedig kerékpárszerelőként. Chicagóban autókereskedő, benzinkutas, szakács és buszsofőr is volt. Nyugdíjat azután kapott, hogy megsebesült, amikor a Chicagói Rendőrkapitányságon dolgozott.
Magával ragadta a Chicago-i zenei élet, ahol olyan soulzenészeket hallott, mint McKinley Mitchell, Bobby Day, Howlin' Wolf. Első gitárját soha nem tudta visszakapni a zálogházból, de vett egy másikat és megalapított egy együttest (Hot Tomatoes), amellyel bekerült egy tehetségkutató műsorba. Később alapított egy másik zenekart, az Equitable Band-et, amellyel körülbelül nyolc évig játszott. Egy ügynök megkereste és bemutatta népszerű North Side-i blues klubokban.
Jó két évtizedig a chicagoi North Side klubjaiban játszott együtt számos blueszenésszel, így például Buddy Guy-jal, A.C. Reeddel, Magic Slimmel és B. B. Kinggel is.

## Albumok
- Someone's Cookin' in My Kitchen (2004)
- My Days Are So Long (2006)
- If You Ain't Got It (2010)
- Been There Done That (2012)
- Come Back Baby (2014)
- Two Cats (2017)

## Díjak
- 2012: „Big City Blues”: Happy to Have the Blues Awards
- 2013: „Been There Done That”: Az év blues CD-je
- 2014: Chicago Blues Hall of Fame
- 2018: Independent Blues Award